# Bob Evans (rugby à XV)
Pour les articles homonymes, voir Bob Evans.

a Compétitions nationales et continentales officielles uniquement.

b Matchs officiels uniquement.
Robert Thomas Evans dit Bob Evans, né le 16 février 1921 à Rhymney et mort le 14 avril 2003 à Abergavenny, est un joueur de rugby gallois, évoluant au poste de troisième ligne aile pour le pays de Galles.

## Biographie
Bob Evans dispute son premier test match le 22 mars 1947 contre l'équipe de France, et son dernier test match également contre la France le 7 avril 1951. Il joue dix matchs en sélection nationale. Il joue six matchs avec les Lions en 1950 en tournée en Nouvelle-Zélande et en Australie. Il joue à 150 reprises pour Newport RFC qu'il a rejoint en 1945 et inscrit 39 essais, avant qu'une grave blessure mette fin à sa carrière en 1951-52.

## Palmarès
- Grand Chelem en 1950
- victoire dans le Tournoi des Cinq Nations 1947

## Statistiques en équipe nationale
- 10 sélections
- 3 points (1 essai)
- Sélections par année : 2 en 1947, 4 en 1950, 5 en 1951
- Participation à 3 tournois des Cinq Nations en 1947, 1950, 1951